# Jef Geeraerts

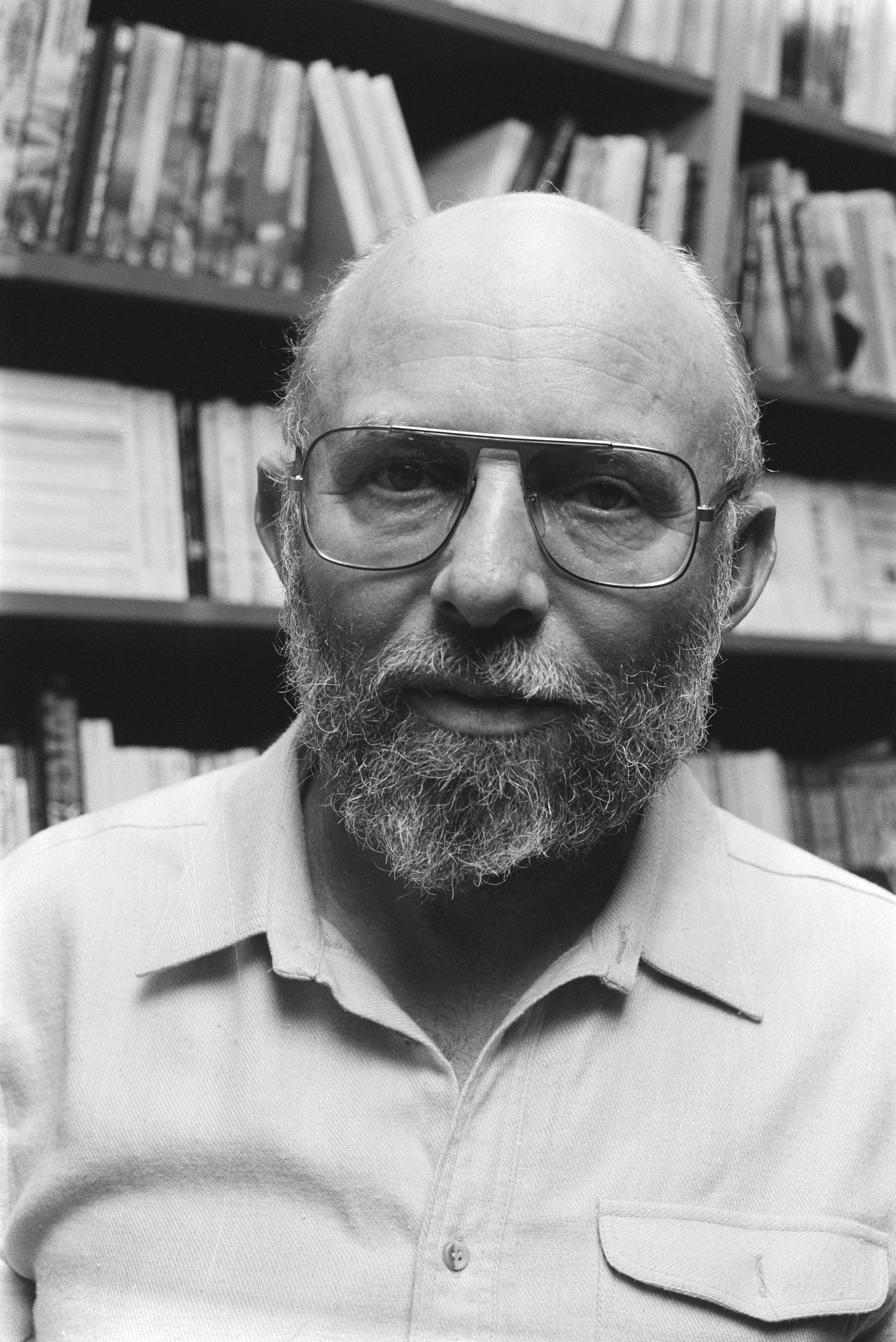
Jef Geeraerts (1982)

Jozef Adriaan Anna (Jef) Geeraerts (Antwerpen, 23 februari 1930 – Gent, 11 mei 2015) was een Belgische schrijver.

## Biografie

### Jeugd
Geeraerts werd geboren als enig kind van Frans Geeraerts en Anna van der Heiden. Als kind van welgestelde ouders kreeg Geeraerts een burgerlijke opvoeding. Reeds in 1938 werd hij van de gemeentelijke jongensschool overgeplaatst naar het Franstalige Onze-Lieve-Vrouwecollege, omdat de eerste school niet fatsoenlijk genoeg was. Het bourgeois-milieu van het overgrote deel van zijn familie en de uiterst strenge sfeer van het college maakten van Geeraerts een in zichzelf gekeerd, eigenzinnig jongetje dat al heel vroeg zelfstandig handelde en dat zijn ontspanning slechts vond bij zijn (anti-burgerlijke) grootvader Janus. Ook in de bossen van Brecht, waar Geeraerts' ouders in 1941 een buitengoed gekocht hebben, kon hij tot rust komen. De liefde voor de natuur en het individuele verzet tegen het burgerlijke maatschappelijke bestel zijn polaire kenmerken die later een stempel zullen drukken op zijn literaire werk.
De oorlogsjaren waren voor de jonge Geeraerts een rustige periode. In 1948 beëindigde hij zijn middelbare studie Grieks-Latijnse humaniora bij de jezuïeten. Hij schreef zich in aan de Koloniale Hogeschool en werd in 1952 licentiaat in de Politieke en Administratieve Wetenschappen. Tijdens die jaren ontdekte hij de lichamelijke liefde en leidde hij een tamelijk losbandig en vrij leven, wat hem de opmerking van zijn directeur opleverde dat hij maar best huwde vooraleer een loopbaan in Belgisch-Congo te beginnen. Dat deed hij dan ook, na eerst van 1953 tot 1954 zijn legerdienst als reserveofficier in het Belgisch leger in West-Duitsland volbracht te hebben. Hij trouwde met J. Swaelen en kreeg drie kinderen die geboren werden in Belgisch-Congo.

### Koloniaal
Geeraerts startte zijn literaire carrière begin jaren zestig met het neerschrijven van zijn ervaringen in deze kolonie, waar hij in de jaren vijftig in Bumba tewerkgesteld was als assistent-gewestbeheerder en in 1959 en 1960 aan het hoofd stond van een militaire eenheid die als opdracht had vechtende stammen uit elkaar te houden en toezicht te houden op de wegenwerken en de katoenpluk. Zijn harde, autoritaire optreden leverde hem bij de inheemse bevolking de bijnaam "Mambomo Fimbo" op, wat in het Kimbusa staat voor "kleine, blanke man die slaat met de zweep". In 2010, tijdens een terugblik op deze periode, omschreef Geeraerts de zwarte bevolking als vriendelijk, open, onbezorgd maar ook als ongedisciplineerd en lui. Hij sloot vriendschappen, had er talrijke seksuele partners, ontdekte er de pure, onaangetaste natuur en het intense, wilde overleven. Deze ontdekkingen zouden later - bij zijn terugkeer naar de Westerse cultuur - leiden tot een bewustzijnscrisis die hem ertoe heeft aangezet (therapeutisch) te schrijven. Zijn koloniaal verleden zorgde later voor veel controverse.

### Schrijver
In 1960 raakte hij als reserveluitenant zwaargewond tijdens hevige gevechten tussen twee vijandige stammen, de Luba en de Lulua. De onlusten die kort daarna leidden tot Congo's onafhankelijkheid op 30 juni van dat jaar, deden vele blanken ijlings het land verlaten. Enkele maanden na zijn gezin kwam ook Geeraerts ontredderd in België aan. Er volgden nu twee jaar van doelloos rondlopen, van lezen en nadenken over de plaats van de mens in de Westerse maatschappij. Aanpassingsproblemen en een huwelijkscrisis leidden ertoe dat Geeraerts de eenzaamheid opzocht. In die omstandigheden schreef hij zijn eerste roman Heet water (die nooit uitgegeven werd) en kort daarop zijn roman Ik ben maar een neger. Hij merkte echter dat hij de taal niet voldoende beheerste en daarom, maar vooral om de drukkende sfeer van zijn gezinsleven te ontvluchten, ging hij in 1962 Germaanse filologie studeren aan de Vrije Universiteit Brussel. De colleges van professor en filosoof Leopold Flam hebben ertoe bijgedragen dat hij later zijn Gangreen-reeks begon.
Tijdens zijn vier jaar aan de universiteit verliet Geeraerts in 1963 zijn echtgenote en zijn drie kinderen. Hij schreef Schroot, Zonder Clan, Het verhaal van Matsombo, De troglodieten en De zeven doeken der schepping. Zijn diploma had hij inmiddels op zak, maar veel zou hij er niet mee doen. Na enkele dagen lesgeven vluchtte hij weg uit het onderwijs. Hij werd tijdelijk redacteur van Elsevier Weekblad en vertaalde werken uit het Engels en het Frans. Ondertussen bleef hij ook zelf schrijven en zo verscheen in 1968 Black Venus, het eerste boek uit de vierdelige Gangreen-cyclus waarmee Geeraerts grote bekendheid zou verwerven. Het boek deed in Vlaanderen en Nederland heel wat stof opwaaien omwille van de vermeende racistische en pornografische inslag. Ook Gangreen 2: De goede moordenaar (1972) veroorzaakte heibel. Met de publicatie in de pers van de verschillende geschokte reacties, kreeg Geeraerts nogmaals de beste en goedkoopste publiciteit.
Later schreef hij nog talrijke romans, waarvan de misdaadromans met in de hoofdrollen het politieduo Vincke en Verstuyft, zeer bekend zijn. Waar hij in zijn Congo-boeken een razendsnelle schrijfstijl hanteert zonder punten, gaat hij in zijn misdaadromans juist heel secuur en gedetailleerd te werk. Naast romans schreef Geeraerts ook reisverhalen, journalistieke stukken, toneelstukken, en hoorspelen.

De natuur, de jacht, vreemde culturen en erotiek zijn steeds terugkerende elementen in zijn werken.
Uiteindelijk hield Geeraerts zich bijna uitsluitend bezig met schrijven en reizen. In 1978 hertrouwde hij met Eleonore Vigenon (1938). Van haar hand verscheen in oktober 2007 het boek De Spoken van Jef Geeraerts, over het oeuvre van en leven met Geeraerts. Zijn vrouw overleed in 2008 aan kanker.
In 2010 bezocht Geeraarts samen met de schrijver Erwin Mortier en een filmploeg Congo opnieuw waar ze constateerden dat Congo sinds 1960 in elk geval er niet beter op geworden is. Mortier publiceerde een verslag van de reis Afscheid van Congo, met Jef Geeraerts terug naar de evenaar. Nog geen week voordat zijn overlijden bekend werd gemaakt, publiceerde het weekblad Humo nog een interview met hem, waarin hij opmerkte: Nu rest mij alleen nog de dood. Je kan niet blijven leven, hé, de datum nadert.
Geeraerts overleed op 85-jarige leeftijd aan een hartaanval.

## Prijzen
- 1964 - Prijs van de Provincie Antwerpen voor het beste literaire debuut voor Ik ben maar een neger
- 1967 - Arkprijs van het Vrije Woord voor De troglodieten
- 1969 - Driejaarlijkse Staatsprijs voor verhalend Proza voor Black Venus
- 1986 - Prijs De Gouden Strop voor beste roman in thrillergenre voor De zaak Alzheimer
- 2003 - Diamanten Kogel voor Dossier K

## Trivia
- Geeraerts heeft verscheidene assisenzaken verslagen, onder meer het proces van de drievoudige lustmoordenaar Staf Van Eyken in 1974, en dat van onderzoeksrechter Guy Jespers in 1978.
- De verfilming van De zaak Alzheimer met Jan Decleir en Koen De Bouw in de hoofdrollen werd een publiekstrekker in de Vlaamse bioscopen. Geeraerts had een cameo in die film. Voor het boek ontving hij in 1986 de Gouden Strop voor de beste Nederlandstalige misdaadroman.
- De planetoïde 13027 Geeraerts (1989 GJ4), ontdekt op 3 april 1989 door Eric Elst op de European Southern Observatory is naar Jef Geeraerts genoemd.
- In de Regattawijk in Antwerpen-Linkeroever is er een plein naar hem genoemd.